# بطاقة اختبار التشغيل الذاتي

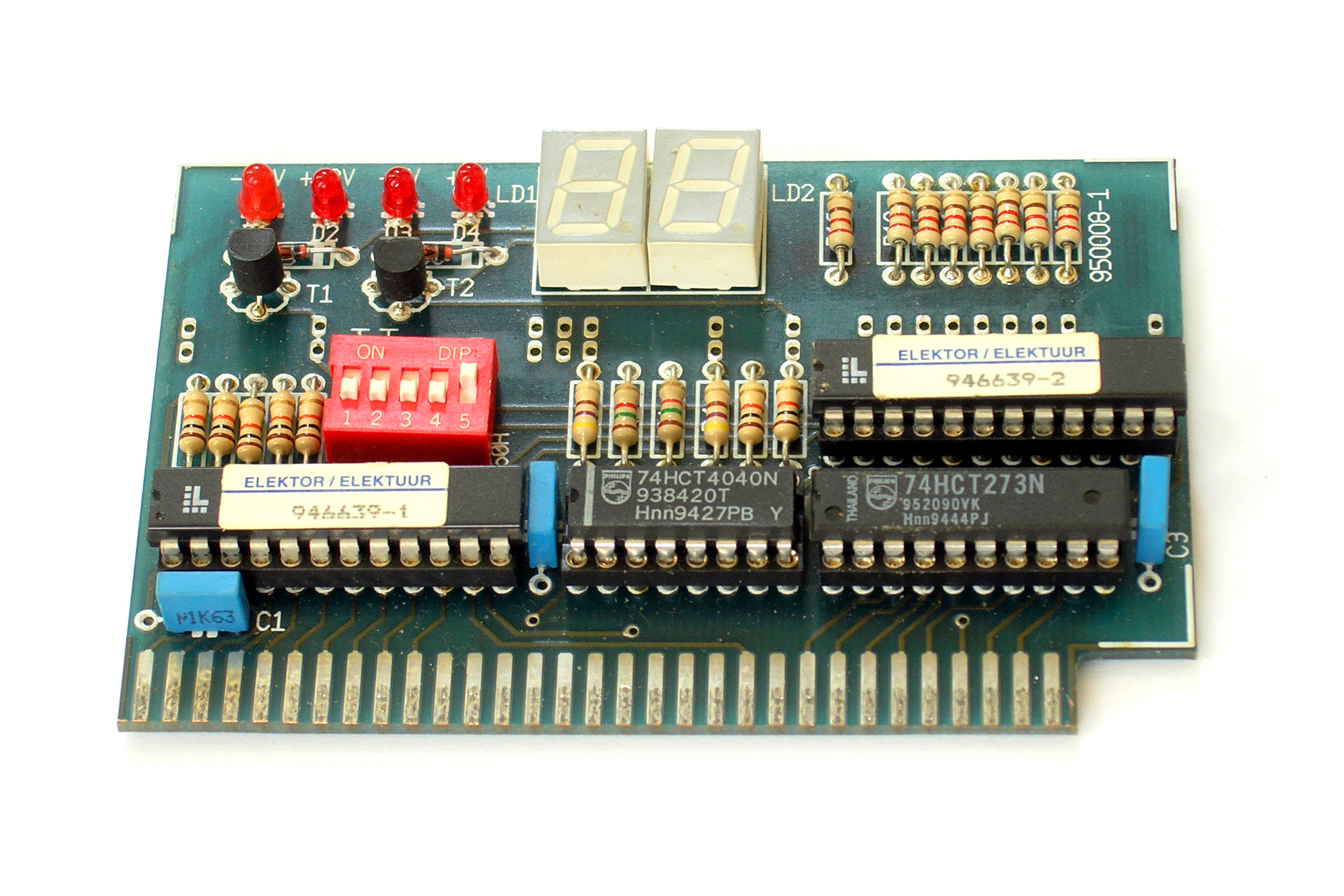
بطاقة اختبار التشغيل الذاتي، وتحتوي على شاشتي عرض سباعي القطع لعرض أرقام الشفرات

بطاقة اختبار التشغيل الذاتي (بالإنجليزية: POST Card) هي بطاقة إلكترونية تستخدم في تشخيص وكشف أعطال الحاسوب. وهي بطاقة توسعة تستخدم في إظهار مدى التقدم وشفرات الأخطاء الناتجة خلال عملية اختبار التشغيل الذاتي عند إقلاع الحاسوب، وتستخدم بشكل أساسي في كشف أعطال الحواسيب التي تفشل في التشغيل.
غالبا ما يطلق حرفيو صيانة الحواسيب في العالم العربي على بطاقة اختبار التشغيل الذاتي اسم «كارت تِسْتر».

## مبدأ العمل
كحد أدنى، إذا كانت وحدة المعالجة المركزية، ونظام الدخل والخرج الأساسي BIOS، وواجهة الإدخال/الإخراج التي تعتمد عليها البطاقة جميعهم يعمل بشكل سليم، يمكن أن تستخدم بطاقة الاختبار في مراقبة النظام أثناء اختبار التشغيل الذاتي، أو لتشخيص المشاكل التي تحدث به.
يرسل النظام شفرات رقمية ست عشرية من خانتين لأحد منافذ الإدخال والإخراج (عادة ما يكون رقم 80) أثناء بدء التشغيل، قد يعبر بعضها عن مرحلة معينة من مراحل التشغيل، والبعض الآخر يعبر عن حدوث خطأ محدد. ينبغي حينها على مستخدم البطاقة أن يبحث عن رقم شفرة الخطأ الناتج في الجدول المجهز مسبقا والخاص بنوع نظام الدخل والخرج الأساسي الموجود في الحاسوب.
على سبيل المثال، لجهاز IBM PC/AT إنتاج 1984، تعني الشفرة 1D الوصول لمرحلة تحديد حجم الذاكرة أعلى من 1024 كيلوبايت، والشفرة 2D تعبر عن حدوث خطأ في متحكم لوحة المفاتيح.
إذا فشل بدء تشغيل الحاسوب فستوفر البطاقة إما شفرة تعبر عن الخطأ الحادث أو آخر مرحلة مرت بها عملية بدء التشغيل. وتوفر بطاقة الاختبار هذه المعلومات حتى في حالة عدم توافر شاشة العرض سواء لأنها لا تفيد في الغرض المطلوب، أو لأن الفشل يحدث قبل بدء نظام العرض في الحاسوب.

## الاستخدام
تدرج بطاقة الاختبار في إحدى فتحات التوسعة على اللوحة الأم، وهي متوفرة لفتحات التوسعة من نوع ISA أو من نوع منفذ الملحقات الإضافية، وكذلك لمنافذ التوصيل على التوازي، وبعض أشكال التوصيل الأخرى.
عادة ما تحتوي بطاقة الاختبار المخصصة للحواسيب المكتبية على موصل ISA من جانب وموصل PCI من جانب آخر. أما للحواسيب المحمولة، ففيها موصل منفذ الملحقات الإضافية وموصل لمنفذ متواز، بالإضافة لموصل يو إس بي للتزود بالطاقة.
المعلومات التي توضح دلالة الشفرات المختلفة للأنواع المختلفة من BIOS تكون مرفقة مع البطاقة، لكنها تصبح قديمة مع الزمن ومع صدور أنواع BIOS جديدة. لهذا ينبغي الحصول على هذه المعلومات من مصنعي هذه الأنواع، أو من مواقع الويب المتخصصة.
عند بداية ظهور بطاقات اختبار التشغيل الذاتي كانت اللوحات الأم عالية السعر وتستحق الاهتمام بتصليح أعطالها، لكن مع نهايات القرن العشرين وزيادة الإنتاج بدأت أسعارها في الانخفاض كثيرا، وأصبح من النادر إصلاح أعطالها، بل إنها غالبا ما تستبدل. وأصبح الغرض الأساسي في استخدام بطاقات الاختبار هو معرفة ما إذا كان الخطأ في المكونات المضمنة في اللوحة الأم أم في أحد المكونات المركبة عليها مثل بطاقات التوسعة أو الذاكرة العشوائية.